# Yasuhiro Ōkubo
Yasuhiro Ōkubo (jap. 大久保康裕 Ōkubo Yasuhiro; ur. 14 marca 1961 w prefekturze Fukushima) – japoński zapaśnik w stylu klasycznym. Olimpijczyk z Seulu 1988. Szósty w kategorii 68 kg.
Dwunasty zawodnik mistrzostw świata w 1983. Złoty medalista mistrzostw Azji w 1989.